# El Séneca
El Séneca va ser una sèrie de televisió, emesa per TVE en la dècada de 1960, amb guions de l'escriptor José María Pemán.

## Història
La sèrie va comptar amb tres temporades: 1964-1965, 1967-1968 i 1969-1970. Va finalitzar amb motiu de la defunció del protagonista en accident d'automòbil el gener de 1970. En 1996 es va gravar una continuació de 26 episodis, emès per Canal Sur, dirigida per Manuel Ripoll i protagonitzada per Idílio Cardoso (Séneca), junt amb Imperio Argentina (Doloretes), María José Alfonso (Doña Mati) i Manuel Zarzo (Don José). Es va tractar de portar a la pantalla guions que havia deixat escrits Pemán però que no van arribar a gravar-se per la mort de Martelo.

## Argument
Cada episodi s'iniciava amb una breu presentació del mateix autor. Al voltant d'un pati andalús, el personatge del Séneca i els seus compares, l'alcalde, el capellà i el mestre conversen i filosofen sobre diverses qüestions, des del transcendental al quotidià i trivial. Completen el repartiment la vídua Doña Mati i la peculiar minyona Doloritas. Es posa en valor la saviesa popular en boca d'un personatge sense formació, però amb sentit comú.

## Recepció
Segons el critico i escriptor Manuel Vázquez Montalbán, els continguts de la sèrie es van situar en el límit del que cap de crítica a un règim dictatorial des d'un mitjà de comunicació, encara que sense arribar mai a qüestionar les bases del sistema.
Va ser tal l'èxit de la sèrie que la imatge de l'actor en el seu paper d' El Séneca va merèixer un segell de correus, emès en 1997 dins de la sèrie Literatura espanyola - Personatges de ficció.

## Repartiment
- Antonio Martelo... Séneca
- Milagros Leal (1964)
- Pedro Porcel (1964)
- Julio Gorostegui... Don José (1964-1970)
- Rosa Luisa Gorostegui... Dolorcitas (1965-1970)
- Rita Santo ... Doña Mati (1965-1970)